# Partido Republicano de Armenia
El Partido Republicano de Armenia (armenio: Հայաստանի Հանրապետական Կուսակցություն, Hayastani Hanrapetakan Kusaktsutyun, HHK) es un partido político cuya ideología principal es el conservadurismo nacionalista. Fue el primer partido político en Armenia independiente que se fundó (2 de abril de 1990) y fue reconocido el 14 de mayo de 1991. Fue el mayor partido de la centro-derecha en Armenia, y tiene 140 000 miembros. El partido controlaba la mayoría de los órganos de gobierno en Armenia.

## Elecciones parlamentarias
En el 2003, en las elecciones parlamentarias del 25 de mayo, el partido recibió el 23,5% de los votos, ganando 31 de los 131 escaños. En las últimas elecciones parlamentarias el 12 de mayo de 2007, el partido recibió el 33.91% de los votos, ganando 64 de los 131 escaños. El ex primer ministro, Andranik Markaryan, era el anterior líder del partido. El actual primer ministro de Armenia, Serzh Sargsyan, es el presidente del HHK.

### Eslóganes
Durante las elecciones parlamentarias de Armenia del 2003, el lema del partido era "Vamos a confiar en nuestras mentes y nuestros brazos". Durante las elecciones parlamentarias de 2007, el lema del partido era "Por ti, Armenia!".

## Ideología
La ideología conservadora del Partido Republicano se basa en el "Tseghakron", una ideología nacionalista de Armenia del siglo XX (que podría traducirse como "nación-religión"). Fue formulada por Garegin Njdeh y sostiene que la identidad nacional de Armenia y el Estado debe llevar a un significado religioso para todos los armenios.

## Resultados electorales

### Asamblea Nacional de Armenia
| Año  | Votos   | %    | Escaños | +/- | Posición | Gobierno                          |
| ---- | ------- | ---- | ------- | --- | -------- | --------------------------------- |
| 1995 | 329 000 | 43.9 | 88/190  | -   | 1° Lugar | Partido Gobernante                |
| 1999 | 448 133 | 41.3 | 62/131  | 26  | 1° Lugar | Partido Gobernante                |
| 2003 | 278 712 | 23.7 | 33/131  | 29  | 1° Lugar | Partido Gobernante                |
| 2007 | 458 258 | 33.9 | 64/131  | 31  | 1° Lugar | Partido Gobernante                |
| 2012 | 664 440 | 44.0 | 70/131  | 6   | 1° Lugar | Partido Gobernante                |
| 2017 | 771 247 | 49.2 | 58/105  | 11  | 1° Lugar | Partido de Oposición (desde 2018) |
| 2018 | 59 059  | 4.70 | 0/105   | 58  | 4° Lugar | Sin representación parlamentaria  |
| 2021 | 66 650  | 5.22 | 4/105   | 4   | 3° Lugar | Partido de Oposición              |

### Elecciones presidenciales
| Año  | Candidato         | Votos        | %            | Posición     |
| ---- | ----------------- | ------------ | ------------ | ------------ |
| 1991 | Ashot Navasardyan |              | 0.16         | 6° Lugar     |
| 1996 | No participó      | No participó | No participó | No participó |
| 1998 | No participó      | No participó | No participó | No participó |
| 2003 | Robert Kocharián  | 1 044 591    | 67.45        | Presidente   |
| 2008 | Serzh Sargsián    | 862 369      | 52.82        | Presidente   |
| 2013 | Serzh Sargsián    | 861 160      | 58.64        | Presidente   |
| 2018 | Armén Sarkissian  | 90*          | 90.0         | Presidente   |

*Tras la Revolución del Terciopelo en Armenia, que llevó a la renuncia de Serzh Sargsián, se abrieron nuevas elecciones, pero tras una reforma constitucional llevada a cabo en 2015, es la Asamblea Nacional quién elige al Presidente y no la ciudadanía, por lo que Sarkissian obtuvo la victoria presidencial, mediante el voto de los diputados de la Asamblea Nacional.